# Україна на Чемпіонаті світу з легкої атлетики 2019
Україна на Чемпіонаті світу з легкої атлетики 2019, що проходив з 27 вересня по 6 жовтня у Досі, була представлена у 22 (з 49) дисциплін програми чемпіонату командою у складі 45 спортсменів (18 чоловіків та 27 жінок), з яких четверо не взяли участі в змаганнях: Анастасія Бризгіна, Яна Качур та Іванна Аврамчук — у змішаній та жіночі естафеті 4×400 метрів та Дмитро Бікулов у змішаній естафеті 4×400 метрів.
Склад збірної для участі в чемпіонаті був попередньо затверджений виконавчим комітетом ФЛАУ. 16 вересня закрилася заявка команд для участі у чемпіонаті. Порівняно з попередньо затвердженим складом до української команди ввійшли ще шестеро спортсменів (Анна Плотіцина, Ганна Красуцька, Наталія Семенова, Ганна Гацько-Федусова, Сергій Смелик, Едуард Забуженко). Уже після закриття фінальної заявки до ФЛАУ надійшло запрошення на Олександра Ничипорчука.

## Кваліфікаційні нормативи
Для пострапляння до складу національної збірної України для участі в чемпіонаті світу, українські легкоатлети повинні були виконати кваліфікаційні нормативи ІААФ та, додатково, нормативи відбору на чемпіонат, встановлені Федерацією легкої атлетики України.
Внутрішні нормативи відбору передбачали наступні вимоги до претендентів на участь в індивідульних дисциплінах світової першості:
- посісти перше-друге місця на у дисциплінах основного чемпіонату України з легкої атлетики 2019, що проходив 21-24 серпня у Кропивницькому (за поданням головної тренерської ради збірної, до складу команди могли бути рекомендовані атлети, які не посіли перше-друге місця на чемпіонаті, але за умови виконання ними нормативу ІААФ)
- для участі в спортивній ходьбі на 50 кілометрів — посісти перше-восьме місця у цій дисципліні на чемпіонаті Європи з легкої атлетики 2018
- для участі в спортивній ходьбі на 20 кілометрів — посісти перше-третє місця у цій дисципліні на чемпіонаті Європи з легкої атлетики 2018 або стати чемпіоном Україні в цій дисципліні на чемпіонаті України 2019, що проходив 16 червня у Сумах
- для участі в марафонському бігу — посісти перше-восьме місця у цій дисципліні на чемпіонаті Європи з легкої атлетики 2018 (за умови потрапляння більше одного атлета до вісімки найсильніших на європейській першості, за цим критерієм право взяти участь в чемпіонаті світу отримував один найкращий з такої вісімки атлет) або стати чемпіоном Україні в цій дисципліні на чемпіонаті України, що проходив 16 вересня 2018 у Дніпрі (за поданням головної тренерської ради збірної, до складу команди могли бути рекомендовані марафонці, які виконали норматив ІААФ, але не виконали внутрішній норматив, за результатами їх участі в кваліфікаційний період (7 березня 2018 — 1 червня 2019) у марафонах, які включені до серії змагань Асоціації міжнародних марафонів і пробігів)

Внутрішні нормативи передбачали наступні правила формування складу естафетних команд:
- для потрапляння до складу чоловічої або жіночої естафетної команди 4×100 метрів атлет (атлетка) повинні були посісти на чемпіонаті України 2019 перше-третє місця в бігу на 100 метрів або перше місце в бігу на 200 метрів (інші члени команди могли бути рекомендовані головною тренерською радою збірної з урахуванням рейтингу їх результатів у бігу на 100 метрів у сезоні-2019)
- для потрапляння до складу чоловічої або жіночої естафетної команди 4×400 метрів атлет (атлетка) повинні були посісти на чемпіонаті України 2019 перше-третє місця в бігу на 400 метрів (інші члени команди могли бути рекомендовані головною тренерською радою збірної з урахуванням рейтингу їх результатів у бігу на 400 метрів у сезоні-2019)
- для потрапляння до складу змішаної естафетної команди 4×400 метрів атлет (атлетка) повинні були:
  - посісти на чемпіонаті України 2019 перше-третє місця в бігу на 400 метрів — у разі непотрапляння на чемпіонат світу відповідної (чоловічої або жіночої) естафетної команди 4×400 метрів
  - у разі потрапляння на чемпіонат світу відповідної (чоловічої або жіночої) естафетної команди 4×400 метрів — до складу учасників змішаної естафети включаються атлети (атлетки), що отримали право брати участь на чемпіонаті світу у відповідній (чоловічій або жіночій) естафеті[4].

## Призери
| Дисципліна        | Призер                   | Медаль | Дата       |
| ----------------- | ------------------------ | ------ | ---------- |
| Стрибки у висоту  | Ярослава Магучіх (Днп)   | 2      | 30 вересня |
| Стрибки в довжину | Марина Бех-Романчук (Хм) | 2      | 6 жовтня   |

На чемпіонаті відбулась урочиста церемонія вручення Олексію Касьянову бронзової нагороди в десятиборстві за чемпіонат світу-2009. Олексій у 2009 посів четверте місце, проте піднявся на одну сходинку у заліку після дискваліфікації російського атлета Олександра Погорєлова, який посів у Берліні третє місце.

## Результати

### Чоловіки

#### Бігові та шосейні дисципліни
| Дисципліна | Атлет                     | SB перед чемпіонатом | Забіг   | Забіг      | Півфінал | Півфінал | Фінал                 | Фінал |
| Час | Місце                     | Час                  | Місце   | Час        | Місце    |          |                       |       |
| --- | ------------------------- | -------------------- | ------- | ---------- | -------- | -------- | --------------------- | ----- |
| 200 метрів | Сергій Смелик (Лг)        | 20,36                | 20,39   | 18         | 20,55    | 18       | До фіналу не потрапив |       |
| Після забігу: «Я набрав форму і поки що вдається її втримувати. Дай боже, щоб у півфіналі теж усе склалося, - говорить Сергій Смелик. – У першому колі моїм завданням було вийти з віражу у трійці, оскільки якщо на першій половині не зайняти одну з лідируючих позицій, потім буде складно. По сусідній доріжці зі мною біг призер чемпіонату світу канадієць Андре де Грассе. Я за нього вчепився, і було видно, що на віражі не поступався. А на виході вже набрав свій хід, ближче до фінішу відчував, що позаду поряд зі мною нікого немає і, зрештою, став третім. Те, що при відборі на чемпіонат світу потрапив в останній вагон, додало мені мотивації. Я вже встиг набрати форму, у мене були змагання. 6 вересня нарешті реалізував всі напрацювання і виконав норматив. Попереду півфінал, і я докладу максимум зусиль у ньому, адже і для мене, і для українського спринту виступ на цій стадії змагань на чемпіонаті світу має велике значення. Тож завтра спробую втілити у життя мрію потрапити у фінал» Сергій Смелик: «Потрапляння в останній вагон при відборі на чемпіонат світу додало мотивації». ФЛАУ. Архів оригіналу за 30 вересень 2019. Процитовано 30 вересня 2019. Після півфіналу: «Доріжка дає своє. Коли біжиш по другій, втрачаєш приблизно по дві десятих. Думаю, біг був не гіршим, ніж учора. Була б інша доріжка, певно, можна було б скинути кілька сотих. По третій доріжці не стартував швейцарець Алекс Вілсон, а я хотів за нього зачепитися і бігти далі. В принципі, я розбігся, але переді мною були Раміль Гулієв і Адам Джемілі, хлопці прудкі, відразу накинули швидкості. Завданням було не затиснутися на віражі, лишити трішки сил на пряму. Але не можу сказати, що виклався сьогодні на 110 відсотків. До речі, це мій особистий рекорд по другій доріжці, чому я дуже радий. Я ніколи не бігав по ній швидше. У першому колі було завдання швидко почати. Якби зараз так зробив, міг би віддати багато сил, оскільки потрібно було б боротися з інерцією, яка відштовхує тебе далі. Зі свого досвіду знаю, що якщо по другій доріжці виходжу в лідерах, викладаюся, то потім цих сил не вистачає. Зараз розкладка була трішки грамотнішою. Думаю, 20,55 по другій доріжці – гідний результат. Що можу сказати про культуру вболівання на трибунах? Поки йшов, якраз встиг подивитися другий забіг. Тут є вболівальники з Африки, дуже активні, з прапорами, вигукують кричалки. На них навіть не діяло те, що на стадіоні просили тиші. Хоча особисто мені це не заважало. Я сконцентрований. Є ти, твої суперники і доріжка. Слухаєш команду – і біжиш» Сергій Смелик: «20,55 – мій особистий рекорд по другій доріжці». ФЛАУ. Архів оригіналу за 1 жовтень 2019. Процитовано 1 жовтня 2019. |                           |                      |         |            |          |          |                       |       |
| Марафон | Ігор Порозов (Днп)        | 2:15.06              |         | 2:26.11    | 50       |          |                       |       |
| «Попередньо вибрали темп 3.21-3.23. Спочатку здавалося, що все нормально, і так було до 32-го кілометру. А потім відчув дискомфорт. Завданням було добігти й не зійти. Можна сказати, що заключні десять кілометрів боровся не так з суперниками, як з самим собою. А на фініші ще було трішки сил, набіг і обійшов бразильця, відігравши одну позицію. Звісно, хотілось би краще, але результат уже не зміниш. Якщо говорити про погоду, то, думаю, скороходам було складніше, ніж нам сьогодні. Але хоч і стало прохолодніше, все одно незвично. Хоч такої високої вологості не було, температура все ж була не низькою. Чи не намагався бігти вночі, як деякі спортсмени тут? Коли приїхав, побігав о шостій вечора. Мені здається, до цих умов нереально адаптуватися, навіть якщо бути тут 12 днів. Це мій перший чемпіонат світу, до цього тричі був на чемпіонатах Європи з кросу. Марафони бігав комерційні, а тут біжиш за країну, представляєш її» Ігор Порозов: «Заключні 10 кілометрів боровся не так з суперниками, як з самим собою». ФЛАУ. Архів оригіналу за 1 жовтень 2019. Процитовано 17 жовтня 2019. |                           |                      |         |            |          |          |                       |       |
| Ходьба 20 кілометрів | Віктор Шумік (Вл)         | 1:24.13              |         | 1:37.23    | 30       |          |                       |       |
| «Ти йдеш, обливаєшся водою, ще й вітер є – і здається, що й сила є. Але проходиш 250 метрів з облитим обличчям – і у тебе губи печуть! Вода дуже швидко висихає, і хочеться якомога швидше вже дійти до наступного пункту, щоб облитися. Так і йшов 20 кілометрів від пункту до пункту. Думки зійти довго не відпускали, адже «врубало» вже після п’ятірки. Проте бачив, що інші йдуть, і вирішив протриматися ще п’ять. На десятці думок сходити було вже менше, а після 15 кілометрів остаточно вирішив фінішувати. Дуже тяжко. Змагання такого високого рівня проводити у країні з такими кліматичними і погодними умовами... На результат я не сподівався, хоча ми дуже серйозно готувалися. Але коли приїхали і вийшли з літака, зрозумів: «Вітю, хоча б дійди!» Потрібно було фінішувати, показати, що я не слабак, уже незалежно від місця і результату. Хлопці і дівчата ж дійшли на 50-ці. Вони надихали. Батьки і дівчина дивилися, телефонували перед стартом. Не хотілося підводити ані їх, ані тренера, ані країну, ані всіх, хто вболівав. Дуже вдячний старшому тренеру Денису Юрійовичу Тобіасу і моєму особистому тренеру Володимиру Трохимовичу Яловику за хорошу підготовку. Володимир Трохимович так підтримував мене по дистанції, кричав, поїв... Чому учні мого тренера пройшли так по-різному? Складно сказати. Всі тренувалися в однакових умовах, але як сказав Іван Лосєв, це рулетка, як чий організм відреагує, як хто сприймає цей клімат. Так, у Токіо-2020 буде не легше, але туди спочатку потрібно відібратися, щоб там не було легко» Віктор Шумік: «Потрібно було фінішувати і показати, що не слабак». ФЛАУ. Архів оригіналу за 5 жовтень 2019. Процитовано 5 жовтня 2019. |                           |                      |         |            |          |          |                       |       |
| Іван Лосев (Кв) | 1:21.50                   |                      | 1:35.42 | 28         |          |          |                       |       |
| «Про часовий показник перед стартом складно було говорити, адже цей чемпіонат, ніби рулетка. Як відреагує організм, відомо, певно, лише Богу. Завданням було йти якомога довше, адже за таких погодних умов тебе в одну мить може «виключити. Йти за таких умов складно, але мене мотивували наші солдати, які загинули за нашу незалежність. Якби не вони, ми б тут не виступали як Україна. І, звісно, моя дружина, Інна Кашина, теж мотивувала мене. Вона надавала мені сил. Я знав, що мої тренери, мама, сестра, племінник, друзі... Всі вони вболівали за мене. Та і 50-ка задала високий тон: вони дійшли, фінішували. Тому інакше я не міг. Не судіть суворо. Складно було показати високий час. Головною метою було представити країну, щоб наш прапор був у протоколі, нехай навіть 30-й чи нижче. Мені приємно, що я фінішував на всіх чемпіонатах світу, в яких брав участь. Пишаюся роботою, яку виконав, ні про що не шкодую. Вдячний Сергію Івановичу Романчуку, він дуже допомагав мені у цьому сезоні, поїв мене по трасі і відпрацював на сто відсотків зі ста можливих. Молоді хлопці – Віктор Шумік і Едуард Забуженко – теж фінішували, вони молодці. Не знаю, хто вигадав у Досі такий старт. Але ми перевірили себе, побачили, що витривалі. Недаремно у мене на татуюванні написано «Витривалий». А те, що показали хлопці попереду, – взагалі фантастика» Іван Лосєв: «Фінішувати на чемпіонаті світу мотивували солдати, які загинули за незалежність України». ФЛАУ. Архів оригіналу за 5 жовтень 2019. Процитовано 5 жовтня 2019. |                           |                      |         |            |          |          |                       |       |
| Едуард Забуженко (Кв) | 1:22.16                   |                      | 1:41.04 | 34         |          |          |                       |       |
| |                           |                      |         |            |          |          |                       |       |
| Ходьба 50 кілометрів | Мар'ян Закальницький (Кв) | відсутній            |         | 4:12.28 SB | 9        |          |                       |       |
| «Якщо до 20-го кілометру я пітнів, то потім взагалі припинилося потовиділення. Я йшов геть сухий. Після 30-го кілометру вже навіть думав про те, а чи не краще буде зійти, але не міг собі цього дозволити. Розумів, що суперники попереду можуть «посипатися» і я маю шанс зачепитися за вісімку». [Йдучи до фінішу, Мар’ян думав, що він восьмий. Про те, що він дев’ятий, дізнався вже згодом. І розчаруванню не було меж. Українець віддав всі сили боротьбі. Після фінішу його відразу на візку забрали до медичного центру.] «Я прокинувся вже під крапельницею. Не пам’ятаю, як мене туди везли. Пам’ятаю, що у мене дуже піднялася температура і мене помістили у льодяну ванну». [Після фінішу температура українця підскочила майже до сорока градусів, і саме та ванна допомогла миттєво збити її до 37 з невеликим.] Доха-2019, 50 км: «Те, що відбувалося сьогодні, можна назвати лиш одним словом». ФЛАУ. Архів оригіналу за 29 вересень 2019. Процитовано 29 вересня 2019. |                           |                      |         |            |          |          |                       |       |
| Іван Банзерук (Вл) | 3:48.40                   |                      | DNF     | —          |          |          |                       |       |
| Валерій Літанюк (ІФ) | 3:51.27                   |                      | 4:42.18 | 25         |          |          |                       |       |
| «Мені пригадується, як під час одних з Олімпійських ігор коментатор сказав: «Після 35-го кілометру посмішок стало менше». Я відчував біль і в нозі, і в спині, зупинявся на поворотах, але все ж зміг зібратися і завершити дистанцію. В голові була картинка, яку перед стартом показала моя тренер Христина Юдкіна. На ній черепаха намагається перелізти через паркан і підпис: «Неможливо. Неможливо... А мені потрібно!» Фініш був моєю метою сьогодні, і я зміг принаймні це зробити» Доха-2019, 50 км: «Те, що відбувалося сьогодні, можна назвати лиш одним словом». ФЛАУ. Архів оригіналу за 29 вересень 2019. Процитовано 29 вересня 2019. |                           |                      |         |            |          |          |                       |       |

#### Технічні дисципліни
| Дисципліна | Атлет                      | SB перед чемпіонатом | Кваліфікація | Кваліфікація          | Фінал                 | Фінал |
| Результат | Місце                      | Результат            | Місце        |                       |                       |       |
| --- | -------------------------- | -------------------- | ------------ | --------------------- | --------------------- | ----- |
| Стрибки у висоту | Богдан Бондаренко (Хрк)    | 2,31                 | NM           | —                     | До фіналу не потрапив |       |
| «Ми відмовилися від участі в усіх етапах «Діамантової ліги», включно з фіналом, і почали цілеспрямовано готуватися до чемпіонату світу і концентруватися виключно на ньому. На тренуваннях ти ніби й не хочеш навантажувати коліно, але це потрібно робити, оскільки інакше це не тренування. Ти його весь час відчуваєш: ніби стає краще, потім робиш тренування – і знову гірше, вилікувались – і знову. На розминці перед кваліфікацією коліно почало дуже сильно боліти. Надія на те, що все ж зможу стрибати, залишалася. Ми затейпували його, я навіть «шипи» взув, спробував бігти, але відчував біль. Вирішив не стрибати, вже коли був у секторі. Хоча вийшов на розбіг і коли стояв на ньому, хотілося стрибнути. Але на дузі стало остаточно зрозуміло, що не зможу навіть відштовхнутися... Дуже прикро, адже розумію, що не реалізував себе цього року. Виграв два етапи «Діамантової ліги». І ось воно поряд – і знову ні. Проблема така ж, як була з лівим коліном, яке оперував. Його вилікував, уже все добре, а тепер проблема з правим. Я знаю, що з ним робити, як лікувати, але нам не вистачило місяця. Думаю, якби був цей час… Насправді, ми сподівалися на те, що те, що чемпіонат світу пізно, дасть нам можливість встигнути відновитися, адже лишалося майже три місяці. Якби ми знали, що не встигнемо відновитися, могли почати відпочивати, проводити зовсім іншу підготовку. Але ми до останнього сподівалися на те, що нам все ж вдасться. У нас не буває року, який був би без проблем, але цього разу проблема виявилася більшою і я не зміг її витримати. Ще дуже підштовхувало виступити те, що зараз виграти медаль зі стрибків у висоту не так і складно. Зараз чоловіча висота на не такому рівні, як було кілька років тому. У Досі для медалі може вистачити 2,30-2,32 метрів. Тобто це ті результати, які я показував по сезону. І форма повинна була йти вгору, я це відчував і знав. Я у червні стрибав 2,31 метр, а ми готувалися на вересень, саме у цей час мала бути моя найкраща форма, а значить, і результат був би вищим. Звісно, якби розуміли, що так все закінчиться, то і реабілітацію раніше почали б, і займалися б зовсім іншими тренуваннями з зовсім іншим прицілом» Богдан Бондаренко: «Вирішив не стрибати, вже коли був у секторі». ФЛАУ. Архів оригіналу за 3 жовтень 2019. Процитовано 3 жовтня 2019. |                            |                      |              |                       |                       |       |
| Андрій Проценко (Хрс) | 2,32                       | 2,26                 | 14           | До фіналу не потрапив |                       |       |
| |                            |                      |              |                       |                       |       |
| Метання молота | Сергій Перевозніков (Зк)   | 76,98                | 72,16        | 27                    | До фіналу не потрапив |       |
| «Прагнув показати 74-75 метрів. 72-73 були завданням мінімум. Те, що поїду на чемпіонат світу, стало справжнім сюрпризом для мене. Не вірилось, що це вдасться зараз. Саме потрапляння на такі змагання стало досягненням. Хоча вже хочеться навчитися реалізовувати себе, бо і на командному чемпіонаті Європи не зробив цього, і тут. Потрібно вчитися змагатися на такому рівні. Ми з тренером, Ярославом Чмирем, працювали над виправленням техніки. Місяці три це ніяк не йшло, а потім почав додавати. Тренуватимемося далі і вже на наступні роки намагатимемося виступати все краще і краще» Метальники молота – про кваліфікацію. ФЛАУ. Архів оригіналу за 2 жовтень 2019. Процитовано 3 жовтня 2019. |                            |                      |              |                       |                       |       |
| Михайло Кохан (Днп) | 76,68                      | 76,56 Q              | 7            | 77,39 PB              | 5                     |       |
| Після кваліфікації: «Моїм головним завданням у кваліфікації було подолати її, інакше навіщо ще змагатися на цій стадії? Як складеться у фіналі, подивимося. Я не лідер світового сезону, тут у мене середній результат, тому нічого не будемо загадувати. Я вийду показувати свій результат, поліпшувати його і боротися. Чи не зарано я все ж пішов у дорослий спорт? Мені подобається дорослий молот. Та і ви ж самі розумієте, що юнаки, юніори – це добре, але пора виступати з дорослими. Тут серйозніші суперники і, відповідно, серйозніше налаштування» Метальники молота – про кваліфікацію. ФЛАУ. Архів оригіналу за 2 жовтень 2019. Процитовано 3 жовтня 2019. Після фіналу: «Сьогодні довелось похвилюватися. Стільки нервів у третій спробі, як тут, ще не витрачав на жодних змаганнях.На минулорічному юніорському чемпіонаті Європи у Тампере перші дві спроби не були зараховані, але третю я добре виконав і проходив далі. А у Досі все було впритул. Наприклад, британець Нік Міллер має 78 метрів і якби метнув їх, міг би мене витіснити. Насправді, мені лише 18 років, тож це непоганий виступ для першого чемпіонату. Але все ж трішки не склалося. Можна було ще додати і показати результат в районі 78 метрів, щоб було четверте-третє місце». Михайло Кохан: «Мені лише 18 років, тож це непоганий виступ для першого чемпіонату». ФЛАУ. Архів оригіналу за 3 жовтень 2019. Процитовано 3 жовтня 2019. |                            |                      |              |                       |                       |       |
| Сергій Регеда (Кв) | 76,90                      | 71,28                | 29           | До фіналу не потрапив |                       |       |
| «Першу спробу зробив рівненько, чітко. Виходжу з сектора, ніби все добре – і тут суддя показує червоний прапорець. Кажуть, був заступ. А я ж відчуваю, що його не було. Розумію, що з тим результатом все одно не вийшов би до фіналу, але принаймні у підсумковому протоколі було б не 71, а 73 метри. Перша спроба трішки вдарила по мені морально, але другу спробував зробити сильніше і потрапив у сітку. У третій залишалося або з усієї сили знову «давити», і тоді був ризик так само потрапити у сітку, або зробити залікову спробу. В результаті, спроба ніяка, і результат такий же. Прикро, бо було видно, що міг метнути далі. Тут сектор – бомба, та й стан теж. Тільки метай! Та і я 74-75 метрів можу спокійно показувати. До того ж сезон був хороший, але лише до Універсіади, а потім що командний чемпіонат України, що чемпіонат України... І на тренуванні цей рух, техніка... Ми з тренером уже третій рік намагаємося все виправити, але якщо не навчили з дитинства, то дуже складно перевчитися. Хоча ми з цим боремся» Метальники молота – про кваліфікацію. ФЛАУ. Архів оригіналу за 2 жовтень 2019. Процитовано 3 жовтня 2019. |                            |                      |              |                       |                       |       |
| Метання списа | Олександр Ничипорчук (Квм) | 81,99                | 72,75        | 30                    | До фіналу не потрапив |       |

### Жінки

#### Бігові та шосейні дисципліни
| Дисципліна | Атлетка                                                                         | SB перед чемпіонатом | Забіг        | Забіг   | Півфінал                          | Півфінал               | Фінал                  | Фінал |
| Час | Місце                                                                           | Час                  | Місце        | Час     | Місце                             |                        |                        |       |
| --- | ------------------------------------------------------------------------------- | -------------------- | ------------ | ------- | --------------------------------- | ---------------------- | ---------------------- | ----- |
| 800 метрів | Наталія Прищепа (Рв)                                                            | 1.59,13              | 2.03,22 Q    | 21      | 2.01,24                           | 15                     | До фіналу не потрапила |       |
| Після забігу: «Перший раунд пройшли, завтра буде набагато складніше. Знаєте, як кажуть: сьогодні погано, завтра буде ще гірше, я впевнена у цьому (сміється). Гірше саме по складності забігу, не по відчуттям, адже з 24-х має лишитися лише вісім спортсменок. Сьогодні робила те, що сказав тренер. Це лише перший раунд і поки що рано про щось говорити. Зокрема і про те, чи все ми вгадали з підготовкою. Думаю, про це можна буде сказати вже завтра» Доха-2019: Наталія Прищепа і Ольга Ляхова – у півфіналі з бігу на 800 метрів. ФЛАУ. Архів оригіналу за 28 вересень 2019. Процитовано 28 вересня 2019. |                                                                                 |                      |              |         |                                   |                        |                        |       |
| Ольга Ляхова (Пл) | 1.59,13                                                                         | 2.01,47 q            | 6            | 2.00,72 | 8                                 | До фіналу не потрапила |                        |       |
| Після забігу: «Складно сказати, чого не вистачило [щоб фінішувати у забігу в першій трійці та автоматично потрапити ло півфіналу]. На 800 метрів потрібно ідеально зібратися. Можливо, якоїсь ланки і не вистачило саме в цей день і у цей момент. Я вірила у те, що можу прискоритися [на фінішній прямій]. Але ноги трішки не захотіли прискоритися так швидко, як це було потрібно. Попереду новий день, нові сили, нові можливості. Тому вірю у краще» Доха-2019: Наталія Прищепа і Ольга Ляхова – у півфіналі з бігу на 800 метрів. ФЛАУ. Архів оригіналу за 28 вересень 2019. Процитовано 28 вересня 2019. Після півфіналу: «Сьогодні намагалася бігти швидко, щоб бути не в кінці забігу, як напередодні, а ближче до основи. Дівчата бігли дуже швидко, навіть не чекала такого темпу, але мені сподобалося. У нас не було і дня перерви між першим колом і півфіналом. Для того, щоб швидко бігти два дні поспіль, потрібно мати хорошу витривалість і підготовку. Ми тренуємося дуже багато... Навіть більше ніж просто дуже багато, тому для нас це плюс... Шкода, звісно, [про те, що вийти до фіналу не вдалося] але принаймні у порівнянні з минулим роком є крок уперед. Значить, для того, щоб виходити до фіналу, потрібно бігти ще швидше і не залежати від результату суперниць» Доха-2019: Ольга Ляхова – боротьба на доріжці і поза нею. ФЛАУ. Архів оригіналу за 28 вересень 2019. Процитовано 28 вересня 2019. |                                                                                 |                      |              |         |                                   |                        |                        |       |
| 100 метрів з бар'єрами | Анна Плотіцина (Кв)                                                             | 13,07                | 13,30        | 30      | До наступних раундів не потрапила |                        |                        |       |
| «Сьогодні не найкращий мій результат. Сезон був хороший, але при цьому були певні розчарування. Не стільки через результат, скільки через те, що я знаю, як усе має бути. Але я, певно, не спіймала якісь нюанси, рухи. Не вистачило 380-го дня в році. У забігу питання до технічних моментів. Ми нічого не змінювали, але навіть на тренуваннях, виконуючи все, як і раніше, не відчувала рух, який потрібно спіймати і повторювати з дня в день. А сезон почався у травні, сьогодні жовтень. Я у жодному разі не скаржуся! Але це не дуже легко. Насправді, до старту я не відчувала втоми, та зараз розумію, що вона все ж накопичилася. Звісно, і мені, і тренеру прикро, що не вдалося пробігти краще, адже ми доклали дуже багато зусиль під час підготовки. Але я займаюся тим, що люблю. Не завжди все вдається, але це дає можливість встати з колін і йти далі. Чи не думали ми про те, щоб поїхати на збір разом з сильними бар’єристками з інших країн? Ця конкуренція на зборах може стати як плюсом, так і мінусом. До того ж є антропометричний фактор: я не можу приїхати на збір, де зріст бар’єристок 1,60 метрів, адже у нас зовсім інший підхід у плані технічної підготовки. Все потрібно аналізувати. Коли тобі все вдається, ти починаєш аналізувати – і у тебе таке натхнення з’являється! Але ми обов’язково це зробимо, виведемо нові формули, і з новими можливостями, новими силами рухатимемося вперед. Я вірю, що у нашої збірної ще будуть суперські результати у Досі. А сьогодні не я і сьогодні не для вас… На жаль. Адже ми дійсно дуже старалися» Анна Плотіцина: «Не завжди все вдається, але це дає можливість встати з колін і йти далі». ФЛАУ. Архів оригіналу за 17 жовтень 2019. Процитовано 17 жовтня 2019. |                                                                                 |                      |              |         |                                   |                        |                        |       |
| 400 метрів з бар'єрами | Анна Рижикова (Днп)                                                             | 54,64                | 55,11 Q      | 5       | 54,45 q SB                        | 7                      | 54,45 SB               | 7     |
| Після півфіналу: «Я вже двічі була дев’ятою на чемпіонатах світу. Третій би не пережила. Коли був перший чемпіонат світу у Тегу, було прикро, але ще не настільки. Можна сказати, по-дитячому прикро. У Москві був фінал і шосте місце. Там я була травмована і не думала, що можу боротися за призову трійку. Тоді то був мій максимум, і я була тому рада. У 2015-му у Пекін заскочила в останній вагон, добралася з якимось передостаннім результатом, теж була з травмою, тому дев’яте місце було добре. А зараз уже хороша підготовка. Все так, як має бути, і думала, що буде легше. У першому колі бігла добре, сьогодні було куди додавати. Думала, що фінішую другою і потраплю до фіналу напряму. Але Вотсон весь сезон бігала спокійно, а тут прискорилася. Не вдалося спокійно вийти у фінал... Є помилки по дистанції, і ми будемо їх розбирати. Коли вийшла на пряму, побачила, що відстаю. Я трішки затиснулася, спіймала шматочок паніки, а потрібно було побігти більш розслаблено. Тепер будемо готуватися на фінал. Там будуть уже зовсім інші змагання» Анна Рижикова: «Якби третій раз стала дев’ятою, не пережила б цього». ФЛАУ. Архів оригіналу за 2 жовтень 2019. Процитовано 3 жовтня 2019. Після фіналу: «Хотілось би заходити в мікст-зону з кращим настроєм і вищими місцем та результатом. На старті прагнула сконцентруватися, не відволікатися і була у своїх думках. З перших метрів намагалася швидко бігти з перших метрів дистанції і викластися на всі сто відсотків. Мабуть, на сьогоднішній день це мій максимум. Я була впевнена, що сьогодні буде світовий рекорд. Все цьому сприяло: хороші стадіон і доріжка, висока конкуренція, готовність дівчат. Єдине, думала, що переможе Сідні МакЛафлін» Анна Рижикова: «Була впевнена, що буде світовий рекорд». ФЛАУ. Архів оригіналу за 5 жовтень 2019. Процитовано 5 жовтня 2019. |                                                                                 | 54,64                |              |         |                                   |                        |                        |       |
| 4×400 метрів | Катерина Климюк (Зп) Ольга Ляхова (Пл) Тетяна Мельник (Квм) Анна Рижикова (Днп) | 3.29,33              | 3.26,57 q SB | 6       |                                   | 3.27,48                | 6                      |       |
| Катерина Климюк: «Мені здається, що у фіналі моя позиція при передачі була набагато кращою, ніж напередодні. Вчора було очевидно, що відстала від усіх. Я ще подивлюся відео, але сьогодні, за відчуттями, пробігла значно ліпше. Від того, як представляли фінальний забіг, дух захоплювало! Вперше в житті настільки пишалася тим, що біжу перший етап і є частиною цього дійства. Оскільки програма чемпіонату пізня, а нам ще потрібно було виступати, я лише одного разу залишилася на фінал. Жінки саме бігли 200 метрів, але на той момент хлопці метали молот і світло на стадіоні не вимикали. Тому я вперше на власні очі побачила це представлення з голограмами. Таки є плюси вечірньої програми. Хоча мені у цей час складно виступати: я жайворонок, а тому рано встаю і рано лягаю. О дев’яті вже сплю, а тут о 21:15 бігти. Але нічого. Ми виграли олімпійську ліцензію. Але в естафетах ситуація така, що одні виконують нормативи, виграють ліцензії, а біжать інколи інші. Не знаю, наскільки це справедливо. У будь-якому разі класно, що Україна виступить у жіночій естафеті 4×400 метрів на Олімпійських іграх. А вже хто саме це робитиме, вирішуватиметься упродовж наступного року. Тому потрібно буде постаратися бігти швидко для того, щоб туди потрапляти» Ольга Ляхова: «У мене хороша витривалість і непогана швидкість, саме тому тренерський штаб вирішив поставити мене в естафету. Хоча наздоганяти суперниць, звісно, складно. Ти намагаєшся бігти з усіх сил – а дістати їх все одно важко. Тим більше на другий і четвертий етап зазвичай ставлять найсильніших. Хоча у американок, наприклад, всі етапи такі. Старалася з усіх сил, але було нелегко» Тетяна Мельник: «Намагалася відразу наздогнати і обійти суперниць. Знала, що можу. Але вкінці мене не вистачило. Я віддала всі сили на дистанції. Дійсно всі! Скільки виступаю, це вперше, щоб мені було настільки погано» Анна Рижикова: «Все очікувано. Звісно, хотілось би посісти вище місце, але маємо те, що маємо. Виклалися на сто відсотків, принаймні про себе я це точно можу сказати. Розумію, що сьогодні був не такий швидкий біг, як учора. У першому колі переді мною була одна суперниця, зараз дві. Я не встигла наздогнати їх до віража, тому довелося «сидіти» за ними, а на прямій уже не встигла випередити бельгійку. Важко було, але рада, що ми у фіналі. В нашу команду багато хто не вірив. Але ми ввійшли до першої вісімки, здобули олімпійську ліцензію. От тільки коли віддаєш усі сили, прибігаєш на фініш і не бачиш майже нікого зі своїх, стає не дуже приємно. Знаю, що на трибунах були дехто зі спортсменів, тренерів, масажистів. Ми їм дуже вдячні за підтримку! Але хотілось би, щоб було більше наших, щоб за нас вболівали так, як за інші команди» Жіноча естафетна команда 4х400 метрів: «Раді, що у фіналі, адже в нас багато хто не вірив». ФЛАУ. Архів оригіналу за 17 жовтень 2019. Процитовано 17 жовтня 2019. |                                                                                 |                      |              |         |                                   |                        |                        |       |
| Марафон | Олександра Шафар (Вл)                                                           | відсутній            |              | DNF     | —                                 |                        |                        |       |
| «Погодні умови дуже складні. Ти виливаєш собі на голову льодяну воду, а через дві хвилини голова нагрівається настільки, що тобі здається, що вона ось-ось вибухне. Я їхала травмованою, розуміла, що так може бути, але робили з лікарем усе можливе, вкололи обезболююче, та цього було недостатньо. Розуміла, що бігти на двох ногах класно, а на одній за такої погоди це справжнісіньке знущання. Тому не бачила сенсу продовжувати. На сьогоднішній день здоров’я важливіше. Якби відчула біль на 35-му кілометрі, розірвала б коліно у лахміття, але добігла до фінішу. Але починало стріляти на десятому кілометрі, ще за два – біль посилився. Який сенс бігти цілий марафон, щоб потім відновлюватися півроку? Особливо з огляду на те, що потрапити на лідируючі позиції зараз було малоймовірно. Бігти було складно. Певно, навіть по п’ять хвилин кілометр бігти складно» Олександра Шафар: «Якби відчула біль на 35-му кілометрі, розірвала б коліно у лахміття, але добігла до фінішу». ФЛАУ. Архів оригіналу за 28 вересень 2019. Процитовано 28 вересня 2019. |                                                                                 |                      |              |         |                                   |                        |                        |       |
| Ходьба 20 кілометрів | Інна Кашина (Кв)                                                                | 1:29.30              |              | 1:41.44 | 29                                |                        |                        |       |
| «Якщо говорити про самопочуття, то на деяких змаганнях мені було ще гірше після фінішу. Мені не підходять такі кліматичні умови, як у Досі. Я в них не можу тренуватися, завжди відчуваю проблеми з травленням і шлунком. Тому через них і особливості свого організму навіть не змогла досягти пікового ступеню крепатури і втоми. Мені подобається йти швидко, коли можу проявити вибухову силу і додати. Розуміла, що так не буде, але почала наздоганяти групу. А кілометрі на восьмому-десятому спазмувало шлунок, і так я йшла всю другу десятку. Навіть вдихнути нормально на могла. Дуже старалася, але не могла йти швидше. Це все саме через мої індивідуальні особливості організму... Коли побачила на 50-ці, що чоловіки не доходять до фінішу, дійсно злякалася. А коли почалися змагання, злякалася ще більше. Вразило і те, наскільки сильні дівчата у світі. Я навіть подумати не могла, що китаянки за таких умов зможуть пройти настільки швидко. Тепер чекатимемо чоловічу 20-ку. Сподіваюсь, хлопці покажуть високі результати» Інна Кашина: «Коли побачила на 50-ці, що чоловіки не доходять до фінішу, дійсно злякалася». ФЛАУ. Архів оригіналу за 28 вересень 2019. Процитовано 1 жовтня 2019. |                                                                                 |                      |              |         |                                   |                        |                        |       |
| Надія Боровська (Вл) | відсутній                                                                       |                      | 1:38.35 SB   | 20      |                                   |                        |                        |       |
| «Через травму я пропустила і Кубок Європи, і чемпіонат України. Після такої перерви я чекала на цей старт, але коли приїхали в Доху, вийшли з літака і відчули це повітря… Це було щось неймовірне! Скільки їжджу на змагання, такого «кайфу», як тут, я ще ніде не відчувала. Спочатку було страшно. Тренери, які тут, і мій особистий тренер сказали йти своїм темпом. Христина Юдкіна, яка напередодні фінішувала шостою на дистанції 50 км, також сказала не рватися відразу вперед і починати дуже спокійно. Я дослухалася до всіх порад, і все вдалося. Тим більше, я не могла підвести свого синочка. Він зранку передавав мені вітання і говорив: «Мамо, вперед!» Я мусила йти! Про те, що поїду на чемпіонат світу, дізналася в червні. В липні вже почала тренування, в середині липня їздили на збір у Туреччину. Загалом, готувалася упродовж двох зборів, оскільки до того через травму чотири місяці взагалі не тренувалася» Надія Боровська: «Не могла підвести свого синочка». ФЛАУ. Архів оригіналу за 30 вересень 2019. Процитовано 30 вересня 2019. |                                                                                 |                      |              |         |                                   |                        |                        |       |
| Ходьба 50 кілометрів | Христина Юдкіна (ІФ)                                                            | 4:19.57              |              | 4:36.00 | 6                                 |                        |                        |       |
| Валентина Мирончук (Вл) | 4:15.50                                                                         |                      | DNF          | —       |                                   |                        |                        |       |
| Олена Собчук (Вл) | 4:17.07                                                                         |                      | 4:33.38      | 4       |                                   |                        |                        |       |
| «Зараз почуваюся набагато краще, ніж напередодні. Вчора до самого вечора не могла відійти: мене нудило, ламало все тіло. А сьогодні добре поспала, ніби друге дихання відкрилося, з’явився апетит, вже є якийсь рух у тілі і більше енергії. Дуже допомогла наша команда, лікар і масажист. Якби не вони, думаю, мені було б набагато важче відновлюватися. Сподіваюсь, далі буде ще краще. [Пам’ятаєте, коли почали наздоганяти італійку Елеонору Джорджі?] Дуже добре пам’ятаю! Я бачила її у 50 метрах перед собою, хоча ще за п’ять кілометрів до того вона була на відстані 500 метрів. Мені всі кричали, що вона ось-ось, переді мною, і ще трішки – і я її наздожену. І от я бачу її вже перед собою, бачу ціль, намагаюся її наздогнати – і в той же момент вона тікає. Я наздоганяю, а вона ще швидше йде. Не знаю, наскільки вона прискорилася, але вона дуже швидко пішла. Можливо, це досвід, можливо, перед тим їй було погано і потім стало легше. Не можу сказати, що аж надто засмутилася, адже вона досвідченіша спортсменка і на сьогодні сильніша. Але мені ще є над чим працювати, до чого прагнути і, думаю, з нею можна боротися. Вона моя конкурентка. Вона запалила в мені такий вогонь, що мені дуже сильно хочеться з нею поборотися. Раніше Елеонора здавалася мені недосяжною спортсменкою, я думала, що мені до неї далеко. Але такі змагання показують, що немає непереможних, всі рівні і з усіма можна боротися. На цій дистанції все може статися. Це як лотерея, коли не знаєш, піде чи ні, чи станеться щось зі здоров’ям. Думаю, я просто дуже сильно налаштувалася, вселила у себе впевненість у тому, що можу дійти. І я не просто хотіла фінішувати. Я прагнула потрапити у першу вісімку. Для мене це було дуже важливо. Я недаремно до цього йшла, недаремно вийшла з декрету, хоча спокійно могла бути вдома з дитиною, а так мій малюк часто не бачить маму, сумує. Це важко, але це заради нього. Йдучи по дистанції, часто думала про чоловіка і дитину. Діма, мій чоловік, дуже сильно мене налаштовував і підтримував. Я знала, що він дивиться і хвилюється. В голові крутилося: «Він бачить, що я п’ята, який він зараз щасливий! Аби я так і дійшла. А краще бути ще ближче». І якби не його допомога і підтримка, не знаю, чи змогла б стати четвертою. У моєму результаті – більше половини його заслуги. Окрема подяка моєму тренерові, Володимиру Трохимовичу Яловику. Він дуже хороша людина, дуже допомагає мені не лише у підготовці, не лише по спорту, а й по життю. І особисто мені, і нашій сім’ї. Він завжди був і є людяним, добрим, чесним, непідкупним. Він такий тренер, якого поважаєш і боїшся, його є бажання слухати. Володимире Трохимовичу, я дуже дякую вам за все! Якби не ви, я, напевно, так близько до п’єдесталу не була б. [Мар’ян Закальницький не пам’ятав, що було після фінішу. Ви пам’ятаєте перші хвилини, як дійшли до медичного центру?] Я все дуже добре пам’ятаю. У мене була ейфорія і емоції. Я пішла в медичний центр, бо судома дуже сильно зводила ноги. Я боялася зняти взуття, бо думала, що не зможу стояти. Хотіла, щоб мені дали якісь ліки, адже це дуже боляче. Ще дві години судоми не відпускали. Після 35-го кілометру ступні зводило кожні 500 метрів, я намагалася випрямляти ногу, тягнути її, щоб хоч трішки відпускало. Було дуже страшно, бо в такому стані можна просто стати. І за це хвилювалася більше, ніж за те, що хтось може наздогнати. Екстремально це все було...» Олена Собчук: «Йдучи по дистанції, часто думала про чоловіка і дитину». ФЛАУ. Архів оригіналу за 30 вересень 2019. Процитовано 30 вересня 2019. |                                                                                 |                      |              |         |                                   |                        |                        |       |

#### Технічні дисципліни
| Дисципліна | Атлетка                    | SB перед чемпіонатом | Кваліфікація | Кваліфікація           | Фінал                  | Фінал |
| Результат | Місце                      | Результат            | Місце        |                        |                        |       |
| --- | -------------------------- | -------------------- | ------------ | ---------------------- | ---------------------- | ----- |
| Стрибки у висоту | Юлія Левченко (Квм)        | 2,02                 | 1,92         | 9                      | 2,00                   | 4     |
| Після кваліфікації: «У нас був збір у Туреччині, там теж було спекотно, тому ми трішки звикли до погоди. У Досі мене більше бентежили кондиціонери, потрібно було до них пристосуватися. І на стадіоні я теж відчувала ці потоки повітря. Спочатку мені було некомфортно. Коли почали стрибати, стало легше, але я все одно звертала на них увагу, оскільки вони дули в нашу сторону. Я трішки побоювалася протягів. Але у будь-якому випадку це ліпше, ніж стрибати при плюс 50. Тому жалітися у жодному разі не буду... Так, це дійсно щось нове [про дводенну перерву між кваліфікацією та фіналом]. Але, можливо, це і на краще. Хочеться відпочити, трішки адаптуватися. Нам не вдалося потрапити на розминку на основний стадіон, ми на той момент ще не встигли прилетіти, тому хотілося трішки відчути, як поводити себе в секторі. Про те, якою буде доріжка, нас попереджали, тому до цього ми були готові. А от яма тут жорстка, тож упродовж двох днів відпочинку крепатура якраз і буде відходити» Юлія Левченко: «Ліпше стрибати при кондиціонерах, ніж при плюс 50». ФЛАУ. Архів оригіналу за 28 вересень 2019. Процитовано 28 вересня 2019. |                            |                      |              |                        |                        |       |
| Ярослава Магучіх (Днп) | 2,00                       | 1,94                 | 4            | 2,04 WU20R             | 2                      |       |
| Після кваліфікації: «Певно, сьогодні все ж хвилювалася, тому і не змогла всі висоти подолати з першої спроби. Я була готова до цього, адже підготувалася, у мене були старти, але коли виходиш виступати за Україну, то відчуваєш такі емоції! Ти розумієш, що повинна стрибнути. Так само розумієш, що змагалася з цими суперницями багато разів, але тут все по-новому. Після кваліфікації вже легше себе почуваю. Сподіваюся, у фіналі все буде добре. Два дні відпочинку між кваліфікацією і фіналом для мене не є чимось новим. На юнацьких Олімпійських іграх у Буенос-Айресі, здається, було так само. Для мене це було цілком нормально. Я вже виступала у Досі на етапі «Діамантової ліги» у травні. Ті змагання відбувалися на іншій арені, але не відчула особливої різниці між стадіонами. А от вологість зараз тут значно вища. Напередодні кваліфікації ми провели тренування, було не дуже складно, але відчувався тиск, складно було дихати. Проте зробила розминку – і все добре» Ярослава Магучіх: «Багато разів змагалася з цими суперницями, але на чемпіонаті світу все по-новому». ФЛАУ. Архів оригіналу за 28 вересень 2019. Процитовано 28 вересня 2019. Після фіналу: «Вийшовши у сектор, я зрозуміла, що це зовсім інший рівень змагань. Мені дуже сподобалося стрибати. Дякую тренеру Тетяні Степановій за підтримку, завдяки якій я і подолала цю висоту. Коли стрибнула на 2,02, напевне, адреналін заграв і я захотіла ще вище. Чому ні? Захотіла спробувати 2,04, зробила це і подолала їх. До цього я деякі висоти долала з другої спроби, витрачала на них сили. Коли подолала 2,02 з першої, розуміла, наскільки це круто, але захотілося ще. І коли з третьої подолала 2,04, це було щось неймовірне! Мені навіть слова знайти складно, щоб описати ці відчуття. [У фіналі відразу чотири спортсменки подолали 2 метри. Очікували, що боротьба за медалі, не лише за золото, розгорнеться на такій висоті?] Напевно, очікувала, оскільки це дорослий чемпіонат світу. Готувалася до цього. Розуміла, що буде складно. Але я настільки задоволена після своїх стрибків!.. Я перемогла саму себе, встановивши два рекорди. [Говорили, що тут жорстка яма. Приземлення з таких висот може бути не найприємнішим. Які відчуття зараз?] Це було відчутно у кваліфікації, а зараз я дуже гарно стрибала і нічого не відчуваю» Ярослава Магучіх: «Перемогла саму себе, встановивши два рекорди». ФЛАУ. Архів оригіналу за 2 жовтень 2019. Процитовано 3 жовтня 2019. |                            |                      |              |                        |                        |       |
| Ірина Геращенко (Квм) | 1,99                       | 1,85                 | 23           | До фіналу не потрапила |                        |       |
| Стрибки з жердиною | Марина Килипко (Хрк)       | 4,56                 | 4,50         | 21                     | До фіналу не потрапила |       |
| «Я не можу поки що сказати, чого саме мені не вистачило на 4,55 метрів. Ще не проаналізувала всього і сама не можу зрозуміти, що було не так. Якщо всі почали сезон у травні, то я почала стрибати наприкінці червня. Проходила курс лікування, мені стало краще, я почала їздити на змагання. Не скажу, що показувала мегарезультати чи були мегавідчуття, але розуміла, що можу стрибати і показувати досить непогані метри. У Досі хотілося потрапити у фінал. Кваліфікаційні 4,60 метрів – це можливо, і я сама відчуваю це. Тут були хороші умови. До цього на всіх змаганнях стрибала в поганих. Вони, звісно, для всіх були однакові, але то вітер, то холодно, то ще щось. А тут все було добре. Ті жердини, які я ще не брала цього сезону, тут змогла взяти, з ними змогла стрибати, але навіть вони для мене були м’якими сьогодні. Жорсткіші у мене були, я ще не стрибала на них цього сезону...» Марина Килипко: «Хотіла потрапити у фінал, і це було можливо». ФЛАУ. Архів оригіналу за 28 вересень 2019. Процитовано 28 вересня 2019. |                            |                      |              |                        |                        |       |
| Стрибки в довжину | Марина Бех-Романчук (Хм)   | 6,85                 | 6,74 q       | 4                      | 6,92                   | 2     |
| Після кваліфікації: «Я знайома з цим стадіоном, доріжкою і сектором, адже виступала тут на етапі «Діамантової ліги» у травні. Тому звикати до них мені не довелося. Кваліфікація позаду. Попереду фінальні змагання. Будемо готуватися, щоб показати у них якомога кращий результат» Марина Бех-Романчук – у фіналі чемпіонату світу зі стрибків у довжину. ФЛАУ. Архів оригіналу за 17 жовтень 2019. Процитовано 17 жовтня 2019. Після фіналу: «Я дуже щаслива виграти медаль. Зробила все можливе для того, щоб втілити в життя те, до чого ми готувалися впродовж останніх років. Я б хотіла побити особистий рекорд, але до нього мені не вистачило одного сантиметра. Чудово, що цей результат гарантував мені місце на п'єдесталі» Марина Бех-Романчук виграла срібло чемпіонату світу. ФЛАУ. Архів оригіналу за 17 жовтень 2019. Процитовано 17 жовтня 2019. |                            |                      |              |                        |                        |       |
| Потрійний стрибок | Ольга Саладуха (Днц)       | 14,49                | 14,32 Q      | 3                      | 14,52                  | 5     |
| Після кваліфікації: «Тут м’яке покриття, всіх кидає в різні сторони. Певно, потрібно специфічно ставити ногу. Знадобилися дві спроби для того, щоб більш-менш до нього пристосуватися. Звісно, добре, що вийшла у фінал, адже не у всіх лідерів тут склалося. Але впродовж сезону у мене були хороші стрибки, тому у суботу хочеться показати вищий результат. Головне, впоратися з покриттям і правильно поставити ногу, щоб мене «викинуло». Після командного чемпіонату Європи я майже не стрибала через травму гомілкостопа. Через це відмовилася, зокрема, від матчу Європа – США. Нога ще не дає дуже хорошої стабільності, але стрибати можливість дає» Ольга Саладуха й Анна Красуцька – про кваліфікацію з потрійного стрибка. ФЛАУ. Архів оригіналу за 4 жовтень 2019. Процитовано 4 жовтня 2019. Після фіналу: «Перша спроба була ідеально обережною, як я завжди роблю. Надалі, звісно, хотілося додати, відповідно, почав смикатися розбіг, почала затискатися. Ще й невеликий зустрічний вітер. Сезон був довгий, з перервою. Взагалі було цікаво, як він закінчиться, адже тренувалася не так, як завжди: не на зборах, а після роботи, коли вдавалося, а це і о десятій, і об одинадцятій вечора. 14,52 метри і п’яте місце – це гідний результат. Звісно, кожний солдат мріє стати генералом, і я теж. Друге-третє місце було б ідеально, оскільки Юлімар Рохас на сьогодні непереможна. Але радує те, що до Токіо можна сміливо готуватися і боротися на рівних. А також те, що з європейок сьогодні я була першою. У мене є стрибок, відчуття повертаються. Поки що не зовсім стабільний розбіг: то він ширший, то вужчий. По сезону були спроби і в район 14,60 метрів, але постійно якісь маленькі заступи. Але розбіг склався саме тоді, коли було потрібно» Ольга Саладуха: «14,52 метри і п’яте місце – це гідний результат». ФЛАУ. Архів оригіналу за 17 жовтень 2019. Процитовано 17 жовтня 2019. |                            |                      |              |                        |                        |       |
| Ганна Красуцька (Днц) | 14,15                      | 13,16                | 25           | До фіналу не потрапила |                        |       |
| «Мені немає виправдання, адже те, що я показала, навіть результатом назвати не можна. Мені вдалося потрапити на розминку на Khalifa Inaternational Stadium перед початком чемпіонату світу і випробувати покриття. Мені воно підходить. По бігу ніби все добре було, хоч і трішки важкувато, а до стрибка є багато питань. Все ніби відключалося і голова переставала працювати. Після першої спроби хотіла додати, та замість того, щоб розслабитися, почала затискатися. Потрібно вміти приводити думки до ладу і показувати результат, до якого готуюсь. У Досі мені підказували головний тренер зі стрибків Олександр Романюк і Ольга Завгородня. Оля теж приїхала до Дохи. Вона з мого міста, з Прилук, і вона є моїм другим тренером. Я коли тільки прийшла тренуватися, відразу з нею познайомилася. Ми були в одного тренера, Оля тоді ще бігала. Вона саме виступала на міжнародному рівні – на чемпіонатах світу, Європи, Універсіадах, – і це все було на наших очах» Ольга Саладуха й Анна Красуцька – про кваліфікацію з потрійного стрибка. ФЛАУ. Архів оригіналу за 4 жовтень 2019. Процитовано 4 жовтня 2019. |                            |                      |              |                        |                        |       |
| Метання диска | Наталія Семенова (Днц)     | 60,09                | 54,68        | 25                     | До фіналу не потрапила |       |
| «Звісно, повністю я ще не відновилася, адже після народження дитини пройшло ще мало часу. Хоча якщо говорити про силову підготовку, то її я якраз уже повернула. Та і результат цього сезону показує, що я повернулася, можу складати конкуренцію у секторі, і те, що потрапила на чемпіонат світу, вже чудово. Але поганий той спортсмен, який їде від початку програвати. Я розуміла, що кваліфікаційні 63 – це серйозні метри, та в душі все одно сподівалася, що метну 60 або й далі, тим більше такий результат цього року у мене вже був. Тоді, можливо, був би шанс і за фінал зачепитися. Я їхала боротися. Не було такого, що отримала запрошення – і поїхала просто заради того, щоб подивитися Катар. У мене вдома двоє дітей, ми стільки часу з ними не бачимося. Я їхала з метою показати, що дійсно повернулася і буду готуватися на наступний, дуже важливий сезон. Олімпійський норматив високий, але от вона я, вже тут і можу його виконувати. Тому сказати, що я засмучена, нічого не сказати. Дуже низький результат. Я не та спортсменка, яка їде просто заради участі. Для мене це дуже серйозний психологічний удар, я потім тривалий час перебуваю у цьому стані. Ще довго буду прокручувати в голові всі спроби. Звісно, з часом заспокоюсь і буду готуватися до наступного сезону, бо впевнена у тому, що можу. Навіть з тим режимом, який є (зараз мене зрозуміють мами маленьких дітей, які тренуються), я змогла метнути цього року і потрапити на чемпіонат світу. Але я все ж майже два роки не виступала, а у мене технічний вид. Перш за все, тут потрібно відшліфовувати техніку. Я саме за цими показниками програю, не за силовими. Мені ще потрібно зробити більше тренувань, більше пометати. Потрібно більше практики для того, щоб відчувати себе впевненіше, скільки одна спроба виходить так, інша – інакше. Ніби каша якась» Ірина Климець – про вихід у фінал чемпіонату світу: То ще не танці, а підтанцьовка. glavcom.ua. Архів оригіналу за 28 вересень 2019. Процитовано 28 вересня 2019. {{cite web}}: Зовнішнє посилання в \|publisher= (довідка) |                            |                      |              |                        |                        |       |
| Метання молота | Ірина Климець (Вл)         | 72,67                | 72,93 Q PB   | 5                      | 73,56 PB               | 5     |
| Після кваліфікації: «То ще були не танці, а підтанцьовка. Справжні танці сподіваюся продемонструвати у фіналі. Хочу показати там те, на що готова. Зізнаюся, коли їхала в Доху, думала, що кваліфікаційний норматив поставлять у межах 71-71,50 метра. 72 метри, які в підсумку виявилися перепусткою в фінал, мені по силах, але це високий результат. Я метала у цьому сезоні на таку відстань неодноразово, та все ж. Важливо було налаштуватися на три спроби, адже зазвичай на змаганнях їх шість. Зараз права на помилку майже не було. Після першої спроби, яка була близькою до кваліфікаційного нормативу, я заспокоїлася, але поряд із тим звернула увагу на щільність результатів – 71,70 м, 71,51 м, 71,42 м. Наче й була певність у тому, що в 12-ку 71,5 потраплять, але хотілося метнути на 72 метри і заспокоїтися остаточно. Мушу сказати, що технічно у кваліфікації я виступила далеко не досконало. Якщо усуну ці помилки, то результати будуть серйознішими, ніж зараз. Не можу сказати, що на стадіоні «Халіфа» аж надто спекотно. Вологість відчувається на стадіоні, а ближче до трибун свіжіше, бо діють кондиціонери. Через ці перепади температур потрібно завжди бути обачною, мати з собою теплі речі. Ліпше в костюмчику походити, але не застудитися» Наталія Семенова: «Я їхала на чемпіонат світу боротися, а не Катар дивитися». ФЛАУ. Архів оригіналу за 2 жовтень 2019. Процитовано 3 жовтня 2019. |                            |                      |              |                        |                        |       |
| Ірина Новожилова (Хрс) | 71,51                      | 65,31                | 30           | До фіналу не потрапила |                        |       |
| «Цей сезон був досить складним для мене і через фізичний стан, і через травми. Але, думаю, це все можна вирішити. Наступного року буду відбиратися на Олімпійські ігри. І як би критики не критикували, я є, я тут і я докладаю максимальних зусиль для того, щоб тренуватися і бути в формі. Якщо говорити про сьогоднішній результат, то, певно, я все ж так була готова тут і зараз. Дива, на жаль, не сталося... Я залишаюся у Досі до кінця чемпіонату світу. І якщо сама не змогла вийти до фіналу, то принаймні докладу максимум зусиль для того, щоб допомогти це зробити своїм друзям по команді, і не лише метальникам» Ірина Новожилова: «Як би мене не критикували, я є, я тут і докладаю максимальних зусиль для того, щоб тренуватися і бути в формі» / Метальниці молота – про кваліфікацію на чемпіонаті світу. ФЛАУ. Архів оригіналу за 28 вересень 2019. Процитовано 28 вересня 2019. |                            |                      |              |                        |                        |       |
| Альона Шамотіна (Днп) | 71,80                      | 67,30                | 24           | До фіналу не потрапила |                        |       |
| «У Досі я показала середній результат. Весь час боялася дати сильніше навантаження, щоб травма не повернулася. Це сиділо у підсвідомості. Хоча могла метнути за 70 метрів. Я два повороти зробила чудово, а третій і четвертий замість того, щоб зробити від себе і прискорити, потягнула на себе і тим самим зупинила молот. Тобто якщо врахувати сезон, то ніби і не найгірший результат, але відчувала, що можу краще. Навіть тренеру боюсь телефонувати: знаю, що сваритиме, адже потрібно було метати далі. Мені щось потрібно робити з собою. Можливо, піти до психолога. Бо бути так сильно готовою і не метати, це не нормально. Такого не повинно бути» Альона Шамотіна: «Цього сезону я не я» / Метальниці молота – про кваліфікацію на чемпіонаті світу. ФЛАУ. Архів оригіналу за 28 вересень 2019. Процитовано 28 вересня 2019. |                            |                      |              |                        |                        |       |
| Метання списа | Ганна Гацько-Федусова (Зп) | 60,78                | 55,84        | 26                     | До фіналу не потрапила |       |
| «Не потрібно сподіватися на диво. Потрібно повірити в себе. Стан був хороший, отримала задоволення від змагань, але технічно не склалося. У мене весь сезон такий… Було кілька турнірів, на яких показала результати 59-60 метрів, але це не мої результати. Я чудово розумію, що набагато сильніша і можу метати значно далі. Дуже сподіваюсь, вірю і робитиму все для того, щоб в олімпійський рік потрапляти у фінал. Для цього потрібно впоратися з технікою, поставити цей рух, довести його до автоматизму і вже метати на всю силу, саме «виметувати» спис... Я 15 років тренувалася у Сергія Павловича і зараз буде третій рік, як працюю з В'ячеславом Вікторовичем. Перелаштуватися складно. Коли люди говорили, що легше навчити, ніж перевчити, я ніколи не думала, що це так. Але зараз переконалася на власному прикладі у тому, що це не так легко. Стара техніка, яка була, рухи, вправи, настанови, думки, зокрема, мої внутрішні – все змішується у голові і потрібно просто досягнути того, щоб зібрати цей кидок в одне ціле і робити все можливе для того, щоб метати далеко... Це основний старт сезону. Я рік тренувалася, готувалася, віддавала всі сили і всю себе для того, щоб потрапити на чемпіонат світу. Я рада і це точно додасть мотивації. Відверто кажучи, те, що так сталося і потрапила у Доху, це диво. Я була 35-ю у рейтингу і думала, що вже не вдасться відібратися, але все ж мене запросили» Ганна Гацько-Федусова: «Не потрібно сподіватися на диво. Потрібно повірити в себе». ФЛАУ. Архів оригіналу за 30 вересень 2019. Процитовано 30 вересня 2019. |                            |                      |              |                        |                        |       |

### Змішана
| 4×400 метрів | Данило Даниленко (Вл) Тетяна Мельник (Квм) Катерина Климюк (Зп) Олексій Поздняков (Днц) | 3.16,65 | 3.17,50 | 13 |  | До фіналу не потрапили |

## Підсумки виступу збірної
За підсумками чемпіонату збірна України посіла 21 місце в медальному заліку, маючи в активі дві срібні нагороди. В командному заліку українська збірна з 44-ма очками замкнула десятку найкращих команд світу.